# 바랑가이

바랑가이(영어: barangay, 타갈로그어: baranggay)는 필리핀의 도시와 자치체를 구성하는 최소의 지방 자치 단위이며, '동(洞)'을 나타내는 고유의 필리핀어이다. 또한 바리오 (barrio)이라는 옛 이름으로도 알려져 있다. 바랑가이는 지명에서 종종 "Brgy"또는 "Bgy"로 축약된다. 2006년 12월 31일 현재 필리핀에는 총 41,995의 바랑가이가 있다.
현대 행정의 바랑가이라는 단어와 그 구조는 페르디난드 마르코스 대통령의 통치 기간에 오래된 바리오에서 교환 고안되었다. 그리고 바랑가이는 1991년 지방 자치 정책으로 성문화되었다.

## 역사
최초의 스페인인들이 16세기에 도착을 했을 때, 필리핀에는 바랑가이라고 불리는 잘 조직된 독립 마을이 있었다. 이 바랑가이라는 이름은 말레이어에서 ‘범선’을 뜻하는 ‘발랑가이’(balangay)에서 유래되었다.
‘바랑가이’라는 용어가 채택되고, 현대적인 문맥에서 바랑가이의 구조는 마르코스 전 대통령의 재임 시에 바리오와 지자체 단체를 바꾸면서 규정되었다. 바랑가이는 결국 1991년 지방 정부 코드로 코드화되었다.
역사적으로 볼 때, 바랑가이는 50~100 가구가 사는 비교적 작은 마을이었다. 대부분의 마을은 30가구에서 100가구 정도였으며, 인구는 100명에서 500명 사이에 이르렀다. 레가스미에 따르는 단지 20~30명만 있는 마을도 있었다고 전한다. 비사야 지방의 많은 해안 마을은 단지 8~10가구만 존재하는 것도 있다. 보통 동남아시아의 다른 곳에서 온 정착민들이 형성한 해안의 바랑가이가 원류라고 믿고 있다.

## 같이 보기
- 푸록
- 시티오